# Peter O'Mahony
Peter O'Mahony (Cork, 17 settembre 1989) è un rugbista a 15 irlandese che gioca come terza linea ala nel Munster.

## Biografia
Dopo la vittoria in All-Ireland League con Cork Constitution, O'Mahony entrò nel 2010 nella franchise di Munster, vincendo alla sua prima stagione la Celtic League 2010-11.
Durante il Sei Nazioni 2012 debuttò a Dublino nell'Irlanda contro l'Italia; nel 2013 capitanò la nazionale durante il suo tour in Nordamerica e nella stagione a seguire fu anche designato capitano di Munster.
Fu presente alla Coppa del Mondo di rugby 2015 in Inghilterra e nel 2017 fu convocato nei British Lions per il loro tour in Nuova Zelanda, nel primo dei cui test match contro gli All Blacks vestendo la fascia da capitano, stante l'indisponibilità del titolare in tale carica, il gallese Sam Warburton.

## Palmarès
- Pro12: 1
Munster: 2010–11
- United Rugby Championship: 1
Munster: 2022-23